# Melecjusz II (patriarcha Konstantynopola)
Melecjusz II, gr. Μελέτιος Β΄ (ur. ok. 1700, zm. po 1777) – ekumeniczny patriarcha Konstantynopola w latach 1768–1769.

## Życiorys
Urodził się na wyspie Tenedos. Urząd patriarchy sprawował od 5 listopada 1768 do 11 kwietnia 1769 r.